# Jocundo de Aosta
Jocundo (en italiano: Giocondo, siglo V - 523), fue un obispo de Aosta, venerado como santo por la Iglesia Católica.

## Hagiografía
Poco se sabe de la vida de este santo. Jocundo es el tercer obispo conocido de la diócesis de Aosta, después de Eustasio y Grato, al frente de la comunidad cristiana.
El obispo Jocundo solo es conocido por dos presentaciones realizadas en los sínodos celebrados en Roma bajo el rey Teodorico el Grande, el Gran Maestre del reino ostrogodo, para pronunciarse sobre el caso del Papa Símaco. Participa en estas asambleas con el arzobispo de Milán Lorenzo (490-511) del que es sufragáneo con los obispos de Bérgamo, Cremona y Pavía.
- Sínodo del Palmaris del 23 de octubre de 501: “Iucundus episcopus ecclesia augustanae subscripsi”.
- Sínodo del 6 de noviembre de 502: "Iucundus" (sin otra indicación)

Una correspondencia del rey Teodorico el Grande hacia 511/518 al arzobispo Eustorge II de Milán, menciona a un obispo de Aosta que fue falsamente denunciado por traición y en la que el rey pide al arzobispo que castigue a los acusadores que son miembros del clero. Sin embargo, no se menciona el nombre del prelado calumniador y no hay nada que lo identifique formalmente con Jocundo, porque quizás sea su sucesor anónimo.
Según algunos historiadores, ya estaría atestiguado en 496 en una carta del Papa Gelasio I escrita a un obispo Jocundo.
La cabeza de Jocundo se encuentra en un relicario de 1449 realizado a expensas del capítulo de Aosta. Sus reliquias también fueron depositadas en la Catedral de Aosta el 21 de diciembre de 1615 en una cacería realizada a partir de 1613.

## Leyenda
En su obra el abad Joseph-Marie Henry relata la vida legendaria de este obispo a quien divide siguiendo en este Joseph-Auguste Duc, bajo los nombres de Jocundo I (490 - 523) y Jocundo II. Este último personaje de ficción habría servido durante 50 años de 810 y 860. Este pseudo Jocundo, sucesor de un muy dudoso Grato II (775 - 810) nació en la aldea de Champs (Chésalet) en la actual parroquia de Brissogne. Después de llevar una vida consagrada a visitar a los enfermos, dar limosna a los pobres y a los pescadores redentores, se dice que murió muy anciano el 30 de diciembre de 860. Entonces pronto habría sido honrado como santo de un culto local.
Según Aimé-Pierre Frutaz, “la existencia del obispo Jocundo del siglo IX sólo está atestiguada por la legendaria  Vita  de Grato de Aosta del siglo XV que los estudios locales persisten en considerar como un documento confiable ”

## Veneración
Según el Martirologio Romano, el día dedicado al santo es el 30 de diciembre:

En Aosta, en los Alpes Graios, san Jocundo, obispo (c. 502).
Martirologio romano